# 嗜血剩餐
《嗜血剩餐》（英語：Hunger）是2009年上映的美國恐怖電影，由史蒂文·亨切斯執導，L·D·戈菲根編劇。

## 剧情
五個彼此不認識的人——喬丹、格蘭特、盧克、安娜和亞歷克斯——在被石牆包圍的一片黑暗中醒來。他們意識到自己被綁架了，於是穿過一條黑暗的通道，試圖找到一條出路。他们發現了另一個房間，並意識到他們已被困在一口廢井的底部。井裡有廁所、衛生紙和四桶水，但沒有食物。還有一個時鐘，上面有三十个小時的標記，喬丹後來透露一个標記其实等於一天。格蘭特與喬丹鼓勵大家齊心協力尋找出路。盧克無禮且咄咄逼人，經常挑戰格蘭特的權威。一名身份不明的男子在幾個隱藏攝像機的監視器後面觀看並記錄他们的行為。
第二天，一把手術刀出現在其中一個水桶上。手術刀上附有一張紙條，上面寫著“人體在不進食的情況下只能存活三十天”，喬丹向大家解釋說，手術刀是為切割人體組織而設計的。透过回忆，綁架者的身份被揭露，原来他小时候和母親出了車禍，男孩意識到他的母親已經死了，孩被困在車內，直到兩週後才被當局發現。令當局驚訝的是，這個男孩靠吃已故母親的肉活了兩週。镜头回到现在，綁架者牆上的照片顯示他跟踪受害者已經有一段時間了。
隨著日子一天天過去，盧克、安娜和亞歷克斯計劃殺死因已有疾病而很快就会死去的格蘭特。三人最終將喬丹打昏，偷走了手術刀並襲擊了格蘭特，殺死並吃掉了他的肉。又过了一段时间，三個人爭論是否要殺死喬丹。亞歷克斯最終失去了對現實的控制並試圖咬安娜。盧克刺傷了亞歷克斯的脖子，隨後盧克和安娜吃了他。由於擔心自己的生命安全，喬丹偷了手術刀，跑進了有水的房間，鎖上了身後的門。盧克最終變得精神不穩定並勒死了安娜。喬丹出現並用手術刀殺死了盧克。喬丹然後對著隱藏的攝像機，告訴綁架者她不會吃剩下的屍體來继续他的遊戲，並表示她寧願死掉。喬丹擋住了攝像機的視線，用盧克的血寫了一條信息。在接下來的兩天裡，她一動不動地坐在旁邊。綁架者因好奇和沮喪而不知所措，爬上繩梯下到井底。當他讀到隱藏的信息時，喬丹用一塊斷骨刺死了他。然後喬丹爬上梯子，沐浴在阳光里，並在精疲力竭中倒下。

## 演员
- 蘿莉·赫林（英语：Lori Heuring） 饰 乔丹
- 林登·阿什比 饰 格兰特
- 喬·埃根德爾（英语：Joe Egender） 饰 卢克
- 利亞·科爾 饰 安娜
- 朱利安·羅哈斯 饰 亚历克斯
- 比約恩·約翰遜 饰 科学家